# 愛爾蘭 (電視劇)
《愛爾蘭》（韓語：아일랜드）是韓國MBC於2004年9月1日起播出的水木迷你連續劇。

## 劇情介紹
李鐘兒在3歲時就被愛爾蘭的一個家庭收養，養父母和哥哥都對她很好，一家人生活得很愉快。可是，鐘兒長大後，由於哥哥是IRA（Irish Republican Amry：愛爾蘭共和軍）的成員，哥哥被槍殺，養父母也無一幸免，在路旁目擊整個過程的鐘兒因為被殺手誤以為不是家人而逃過一劫，但事發後，鐘兒的精神上開始出現毛病。
在愛爾蘭沒有親人的鐘兒打算回到韓國，找那拋棄她的母親，在飛機上，鐘兒遇上陪老闆從愛爾蘭回國的保鏢姜國，其後，姜國因為對鐘兒的憐憫而接近她，但後來他卻發覺已漸漸愛上了她，兩人並結成夫婦。經過1年的婚姻生活，鐘兒漸漸康復，她在醫院覆診時遇上了李在博。在博是一個無所事事的人，常常住在女朋友韓希英的家；希英是個色情電影演員，在一次電影發佈會中偶遇當保鏢的姜國，兩人的關係漸漸變得曖昧。另一方面，正當在博與鐘兒漸漸墮入愛河之際，在博發現鐘兒可能是他的妹妹......。

## 演員陣容

### 主要人物
| 演員   | 角色   | 介紹 |
| 李奈映 | 李鐘兒 | 身體不好且柔弱，就連精神狀態也很糟糕的女孩。三歲時被送到美國領養，生長在愛爾蘭系的美國家庭裡面，曾在愛爾蘭有過實習醫生生活經歷。心情糟糕時，做愛爾蘭料理，心情愉快時，就做韓國料理，與家人很幸福地一起生活。在白人家庭的爸爸、媽媽、哥哥裡，她以白人身份生活，並移民到-北愛爾蘭。這是一個生活不安定的國家，因為哥哥的關係，遭到報復殺害全家人。而她為了保住自己的性命，而怯懦地送走他們。當她站在家人的墳墓前，因自責而捶胸頓足，從此之後，她再也不是愛爾蘭家族的一員，更不是醫生，於是在自作自受及感到彷徨的情況下，精神開始變得不正常。最後為了尋找母親回到韓國而在機場邂逅姜國，並與他結婚，在這一年半的婚姻日子安穩地生活，使她精神方面有漸漸康復的情形。對於姜國，鐘兒內心是感激不盡的，因為有他的守護，會有到安心的情緒。但她的內心其實有時還是會有彷徨不安的，知道姜國是好人，但還是會有些對不住他的感覺。後來，偶然間認識到因吃麵包被噎著，就快要咽氣而跺腳的男子李在博，還以為是心臟麻痹幫他做人工呼吸，隨著時間相遇見面次數增加，甚至到後來就不知不覺愛上了他。 |
| 金敏俊 | 李在博 | 個性沒教養，嘴巴壞，只會說不會做，失業沒工作，終日愁眉苦臉，穿著著塑膠拖鞋，甚至在冬天也會把髮型弄得像村雞似的抹上髮膠的混混。原來母親在他六歲的時候，因為家貧而將年僅三歲的妹妹送到外國領養，因此對母親感到怨恨。其實看似不加思索的他，也對家人有可慕藹切之心，只有在想著她們時，才顯得寧靜俊俏。認為只要有最低限度的人生就可以，只要家人不受傷害就可以，而自己活像塵埃一樣卑微也無所謂。要不是勾引女人的能力與眾不同，也許早已凍死在街頭了。所以，與比自己小的韓詩妍同居，卻感到堂皇，既幫著刷碗也幫著按摩，有時生氣大聲嚷嚷，砸東西，罵人，多麼自卑自怯的人生。爾後，偶然幫他做人工呼吸的李鐘兒，以接過吻為由，死皮賴臉纏住她不放。通過她悟到自己的邋遢與無奈，很異常，對於這樣的變化而感到害羞。現在他又因為她多了一份痛苦，不能只給她有吃到灰塵的感覺，想要變成氧氣。自覺應該做些什麼，想起她送的禮物-愛爾蘭豎琴，跑到樂器工廠當工人，卻又嫌不耐煩而炒掉了，只能這樣，愛也無法治癒他的薄弱意志。後來偶然遇見姜國，不知道是鐘兒的丈夫，於是開始拜他為師學習擔任保鏢。覺得個性憨厚的姜國捉弄起來頗有樂趣，同時也築起男人之間的深厚友情。                                                                        |
| 金玟廷 | 韓詩妍 | 身材火辣、個性張牙舞爪的色情片演員。生活力最高，以為了「人生再沒有比裝模作樣更好的戰略」而自負。，雖然在別人眼裡是個性明朗，其實自認人生很悲哀，甚至感到很冤枉，盼著能夠創造憂愁的氛圍而瘋狂。年幼是富裕家庭的長女，原來能夠過上無憂無慮生活的父母，而生下諸多孩子。沒想到，在她高中時期，家裡事業失敗，失敗的程度難以想像，也許是以前生活太優越的關係，弟弟妹妹毫無生活力可言。她除了公主病外，她是最有能力賺錢養活家人的女人。小時候還贏過漂亮寶貝選拔大會，有過兒童的演員經歷，對於在小規模公司當色情片演員一點都不難。常想著一旦有機會，就要拍真正的電影。雖然同居人李在博，是枚混混，工作無能，年齡也多出大她許多，但是她卻養他，因為他最能抓住她的心。他與她的相處，每當吵架時針逢相對，每當擁抱時熱情洋溢，都比不開竅的男人要強上一千倍。沒想到，有一天竟遇上了不開竅的男人，還是個保鏢姜國。原來在電影首映會上擔任保鏢的他錯把穿著和知名演員同樣衣服的她，以為是要保鏢的對象。當發現不是時，粗暴地地對待她還以為是追星族。之後她遇到姜國，卻產生一種衝動：「想幫這位不開竅的男人捶捶背」，慢慢地進入她的眼中，而悲哀的眼光始終縈繞在她的眼眶裡。                                                           |
| 炫彬   | 姜國   | 長得帥、不愛言語的保鏢。小時候與牧師父親和媽媽一起出遊時，發生交通事故，在這場車禍中，父母雙亡，只有他倖免於難。於是孤兒的他在爸爸的摯友同是牧師的照顧下長大，但因不喜歡牧師生活，在大學路畫肖像而糊口。幼時，因體弱多病從畫家那裡學了武術，與畫家模仿醉拳對打。雖然想從事藝術工作，但畫家一再勸阻。之後就擔任保鏢的工作，某次跟隨老闆從愛爾蘭乘飛機回來時，發現坐在旁邊的小姐行為有點異常，卻對她感到好奇。起初是基於同情心而接近她，但最後的結婚的對象竟然是她李鐘兒。為何做起保鏢，還要照顧患有精神病的鐘兒？。也許是他欣賞她的痛苦，她越痛，他自身的存在就顯得更強大無比。能做對別人有價值的事情是他的與生俱來的樂趣。因有她在身邊而幸福的瞬間是在他負傷的時候，她的繃帶連他的心也緊緊纏住了，開始了這樣的痛苦的愛情生活。某天，在電影首映會上，擔任知名女演員的保鏢時，遇見在那附近徘徊的色情片演員韓詩妍，被他強壯胳膊推倒，還讓她的臉蛋受傷，她揚言有一天他會成為她的保鏢，並丟下自己的內衣後揚長而去。隨著後續，與她碰面頻繁。個性剛韌的她讓他產生喜歡的感覺，原來話語很少的他，還會與她對起台詞。原來是令人厭惡的台詞和感到尷尬的呻吟聲，卻因反復練習後，倒覺得蠻有趣，漸漸地有了喜悅進而生出愛情的感覺。 |

### 其他人物
| 演員   | 角色   | 介紹 |
| 李輝香 | 金富子 |      |
| 金仁泰 | 韓成滿 |      |
| 李對淵 | 盧東碩 |      |
| 林藝真 | 權秉蘭 |      |
| 金昌完 | 文載錫 |      |
| 宋承桓 | 朴社長 |      |
| 尹汝貞 | 詩妍母 |      |

## 外部連結
- 韓國MBC （页面存档备份，存于）
- 韓國MBC國際版（中文）

| MBC 水木劇                                     | MBC 水木劇                                       | MBC 水木劇 |
| ---------------------------------------------- | ------------------------------------------------ | ---------- |
|                                                | 愛爾蘭 （2004年9月1日 - 2004年10月21日）         |            |
| 皇太子的初戀 （2004年6月23日 - 2004年8月26日） | 12月的熱帶夜 （2004年10月27日 - 2004年12月23日） |            |